# Hoa hậu Hòa bình Quốc tế 2017
Hoa hậu Hòa bình Quốc tế 2017 là cuộc thi Hoa hậu Hòa bình Quốc tế lần thứ 5 được tổ chức tại Trung tâm Hội nghị Vinpearl, Phú Quốc, Kiên Giang, Việt Nam vào ngày 25 tháng 10 năm 2017. Hoa hậu Hòa bình Quốc tế 2016 - Ariska Putri Pertiwi đến từ Indonesia đã trao vương miện cho người kế nhiệm, cô María José Lora đến từ Peru.
Cuộc thi có tổng cộng 77 thí sinh tranh tài. Đây là cuộc thi Hoa hậu Hòa bình Quốc tế cuối cùng được phát sóng trên Kênh 7. Bắt đầu từ ấn bản tiếp theo, Nawat Itsaragrisil đã ngừng hợp tác với các kênh truyền hình và chuyển sang phát sóng trực tiếp cuộc thi trên nền tảng Facebook, Youtube và các trang mạng xã hội khác.

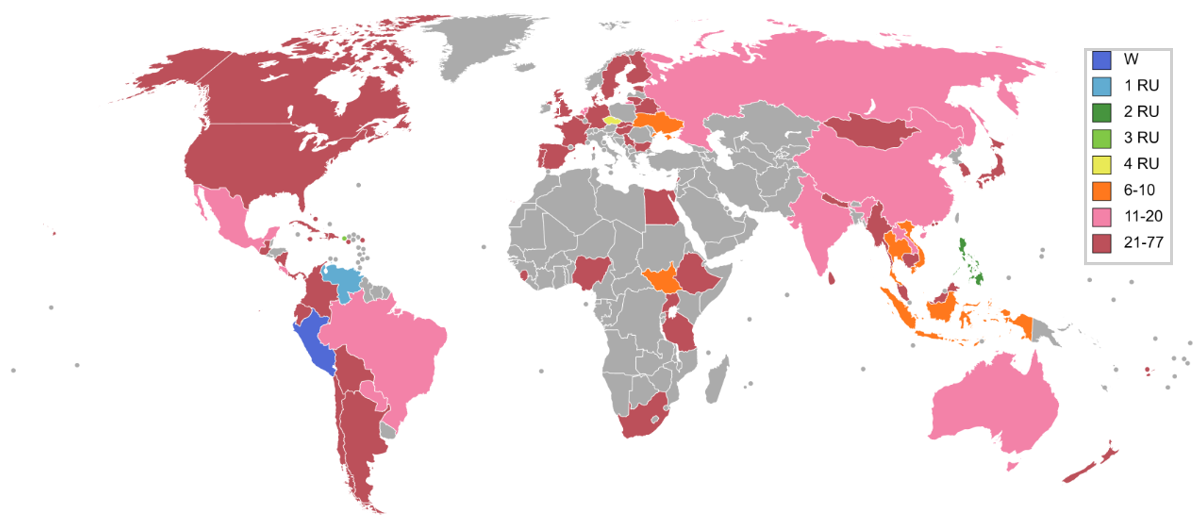
Các quốc gia và vùng lãnh thổ tham gia Hoa hậu Hòa bình Quốc tế 2017 và kết quả.

## Kết quả

### Thứ hạng
| Kết quả                       | Thí sinh |
| ----------------------------- | --- |
| Hoa hậu Hòa bình Quốc tế 2017 | - Peru – María José Lora |
| Á hậu 1                       | - Venezuela – Tulia Alemán |
| Á hậu 2                       | - Philippines – Elizabeth Durado Clenci |
| Á hậu 3                       | - Puerto Rico – Brenda Azaria |
| Á hậu 4                       | - Cộng hòa Séc – Nikola Ulirová |
| Top 10                        | - Indonesia – Dea Goesti Rizkita (§) - Nam Sudan – Eyga Mojus - Thái Lan – Pamela Pasineitti - Ukraine – Snizhana Bhutan - Việt Nam – Nguyễn Trần Huyền My |
| Top 20                        | - Úc – Kassandra Kashian - Brazil – Caroline Venturini - Trung Quốc – Chen Xue-jiao - Costa Rica - Maria Amalia Matamoros - Ấn Độ – Anukriti Gusain - Lào – Chinnaly Norasing - Mexico – Yoana Guiterrez - Hà Lan – Kelly van den Dungen - Paraguay – Lia Aymara Duarte Ashmore - Nga – Svetlana Khokhlova |

§ - Thí sinh chiến thắng giải thưởng Miss Popular Vote

### Thứ tự công bố
| Top 20 1. Ukraine 2. Úc 3. Cộng hòa Séc 4. Paraguay 5. Mexico 6. Philippines 7. Việt Nam 8. Brazil 9. Puerto Rico 10. Thái Lan 11. Costa Rica 12. Peru 13. Nam Sudan 14. Hà Lan 15. Trung Quốc 16. Nga 17. Ấn Độ 18. Lào 19. Venezuela 20. Indonesia | Top 10 1. Indonesia 2. Cộng hòa Séc 3. Peru 4. Philippines 5. Puerto Rico 6. Venezuela 7. Ukraine 8. Nam Sudan 9. Thái Lan 10. Việt Nam | Top 5 1. Peru 2. Puerto Rico 3. Cộng hòa Séc 4. Philippines 5. Venezuela |

## Các giải thưởng đặc biệt
| Giải thưởng                        | Thí sinh                              |
| ---------------------------------- | ------------------------------------- |
| Miss Popular Vote                  | - Indonesia – Dea Goesti Rizkita      |
| Best Social Media                  | - Paraguay – Lía Aymara Duarte        |
| Best in Evening Gown               | - Trung Quốc – Chen Xue-jiao          |
| Best in Swimsuit                   | - Costa Rica – María Amalia Matamoros |
| Best National Costume              | - Indonesia – Dea Goesti Rizkita      |
| Miss Healthy & Beauty by Dr. Thanh | - Việt Nam – Nguyễn Trần Huyền My     |
| Miss Paradise Cave Heart Ace       | - Thái Lan – Premika Pasinetti        |
| Sponsor award                      |                                       |
| Grand Pageant's Choice Award       | - Campuchia – Khloem Sreykea          |

### Best National Costume
| Kết quả     | Thí sinh |
| ----------- | --- |
| Chiến thắng | - Indonesia – Dea Rizkita |
| Top 10      | - Philippines – Elizabeth Clenci - Ấn Độ – Anukriti Gusain - Lào – Chinnaly Norasing - Malaysia – Sanjeda John - Myanmar – Aye Chan Moe - Paraguay – Leah Ashmore - Peru – María José Lora - Philippines – Elizabeth Durado Clenci - Việt Nam – Nguyễn Trần Huyền My |
| Top 25      | - Argentina – Yoana Don - Brazil – Caroline Venturini - Trung Quốc – Xuejiao Chen - Cộng hòa Dominican – Surahai Reyes - Ecuador – Analía Vernaza - Haiti – Jennifer Alexis - Nicaragua – Martha Meza - Hàn Quốc – Ha Young Park - Mexico – Yoana Gutiérrez - Panama – Andrea Torres - Tây Ban Nha – Mariana Rico - Sri Lanka – Visna Fernando - Tanzania – Batuli Mohamed - Thái Lan – Premika Pamela - Venezuela – Tulia Alemán |

### Best in Swimsuit
| Kết quả     | Thí sinh |
| ----------- | --- |
| Chiến thắng | - Costa Rica – María Amalia Matamoros |
| Top 10      | - Campuchia - Khloem Sreykea - Ecuador - Analía Vernaza - Ấn Độ - Anukriti Gusain - Indonesia - Dea Rizkita - Lào - Chinnaly Norasing - Malaysia - Sanjeda John - Paraguay - Leah Ashmore - Peru - María José Lora - Philippines - Elizabeth Clenci - Việt Nam - Nguyễn Trần Huyền My |

### Top 3 The Front Row of Opening Dance
| Kết quả     | Thí sinh                                                                                 |
| ----------- | ---------------------------------------------------------------------------------------- |
| Chiến thắng | - Campuchia - Khloem Sreykea - Lào - Chinnaly Norasing - Việt Nam - Nguyễn Trần Huyền My |

### Top 5 Official Portraits
| Kết quả     | Thí sinh |
| ----------- | --- |
| Chiến thắng | - Ecuador - Analía Vernaza - Indonesia - Dea Rizkita - Malaysia - Sanjeda John - Peru - María José Lora - Việt Nam - Nguyễn Trần Huyền My |

### Top 5 On Arrival
| Kết quả     | Thí sinh |
| ----------- | --- |
| Chiến thắng | - Ecuador - Analía Vernaza - Indonesia - Dea Rizkita - Malaysia - Sanjeda John - Paraguay - Leah Ashmore - Peru - María José Lora |

## Thí sinh tham gia
Cuộc thi có tổng cộng 77 thí sinh tham gia:
| Quốc gia/Vùng lãnh thổ | Thí sinh                         | Tuổi | Chiều cao | Quê quán            |
| ---------------------- | -------------------------------- | ---- | --------- | ------------------- |
| Argentina              | Yoana del Carmen Don Marozzi     | 26   | 1.78 m    | Buenos Aires        |
| Úc                     | Kassandra Kashian                | 22   | 1.75 m    | Sydney              |
| Bahamas                | Rejean Bosh                      | 22   | 1.67 m    | Nassau              |
| Belarus                | Panova Marina Denisovna          | 19   | 1.77 m    | Minsk               |
| Bỉ                     | Rachel Nimegeers                 | 21   | 1.72 m    | Bruxelles           |
| Bolivia                | Mariem Suarez                    | 21   | 1.74 m    | Litoral             |
| Brazil                 | Caroline Venturini               | 21   | 1.71 m    | Tramandaí           |
| Bulgaria               | Ralitsa Kandova                  | 21   | 1.80 m    | Sofia               |
| Campuchia              | Khloem Sreykea                   | 18   | 1.74 m    | Phnôm Pênh          |
| Canada                 | Natalie Allin                    | 24   | 1.75 m    | Toronto             |
| Chile                  | Nicole Andrea Ebner Blanco       | 26   | 1.73 m    | Santiago de Chile   |
| Trung Quốc             | Xuejiao Chen                     | 26   | 1.80 m    | Thượng Hải          |
| Colombia               | Francy Yurany Castaño Suárez †   | 23   | 1.78 m    | Boyacá              |
| Costa Rica             | María Amalia Matamoros Solís     | 27   | 1.76 m    | Naranjo             |
| Cuba                   | Lisandra Delgado Nápoles         | 27   | 1.75 m    | Cuba                |
| Cộng hòa Séc           | Nikola Uhlirová                  | 19   | 1.73 m    | Bruntal             |
| Đan Mạch               | Iben Haahr Berner                | 23   | 1.78 m    | Copenhagen          |
| Cộng hòa Dominican     | Surahai Reyes Lample             | 21   | 1.78 m    | Providence          |
| Ecuador                | Analía Viviana Vernaza Daulón    | 23   | 1.72 m    | Quito               |
| Ai Cập                 | Merna Ayman Hosny                | 25   | 1.69 m    | Cairo               |
| Anh                    | Nikuthaba "Noky" Simbani         | 20   | 1.69 m    | Cheshire            |
| Estonia                | Susanna Lehtsalu                 | 24   | 1.77 m    | Tallinn             |
| Ethiopia               | Selamawit Teklay                 | 22   | 1.72 m    | Addis Ababa         |
| Fiji                   | Nadine Roberts                   | 22   | 1.70 m    | Sydney              |
| Phần Lan               | Eveliina Tikkaansour             | 22   | 1.75 m    | Helsinki            |
| Pháp                   | Sonia Mansour                    | 24   | 1.73 m    | Paris               |
| Đức                    | Juliane Rohlmann                 | 26   | 1.72 m    | Berlin              |
| Guadeloupe             | Krystel Landry                   | 24   | 1.70 m    | Les Abymes          |
| Guatemala              | Karen Alejandra Castro Mayén     | 25   | 1.75 m    | Thành phố Guatemala |
| Haiti                  | Jennifer Alexis                  | 24   | 1.75 m    | Port-au-Prince      |
| Hồng Kông              | Hoi Lam Law                      | 25   | 1.73 m    | Hồng Kông           |
| Hungary                | Dálma Karman                     | 22   | 1.70 m    | Budapest            |
| Ấn Độ                  | Anukriti Gusain                  | 22   | 1.71 m    | Uttarakhand         |
| Indonesia              | Dea Goesti Rizkita               | 24   | 1.72 m    | Trung Java          |
| Jamaica                | Jenaae Jackson                   | 27   | 1.78 m    | Kingston            |
| Nhật Bản               | Erika Tsuji                      | 27   | 1.70 m    | Kyōto               |
| Hàn Quốc               | Ha Young-Park                    | 25   | 1.75 m    | Seoul               |
| Lào                    | Chinnaly Norasing                | 18   | 1.73 m    | Viêng Chăn          |
| Lebanon                | Christine Houry                  | 25   | 1.76 m    | Beirut              |
| Lithuania              | Irmina Preišegalavičiūtė         | 20   | 1.76 m    | Istanbul            |
| Ma Cao                 | Kayii Lei                        | 24   | 1.71 m    | Ma Cao              |
| Malaysia               | Sanjeda John                     | 25   | 1.68 m    | Kota Kinabalu       |
| México                 | Yoana Gutiérrez Vázquez          | 23   | 1.76 m    | San Miguel el Alto  |
| Mông Cổ                | Anujin Sugirjav                  | 20   | 1.77 m    | Ulaanbaatar         |
| Myanmar                | Aye Chan Moe                     | 24   | 1.75 m    | Yangon              |
| Nepal                  | Zeenus Lama                      | 25   | 1.68 m    | Kathmandu           |
| Hà Lan                 | Kelly Van Den Dungen             | 23   | 1.76 m    | Noord-Brabant       |
| New Zealand            | Meghan Kenney                    | 22   | 1.72 m    | Auckland            |
| Nicaragua              | Martha Soledad Meza Tercero      | 25   | 1.70 m    | Estelí              |
| Nigeria                | Princess Omowunmi Agunbiade      | 21   | 1.78 m    | Abuja               |
| Bắc Ireland            | Chloe Davies                     | 20   | 1.67 m    | Romford             |
| Panama                 | Andrea María Torres              | 23   | 1.71 m    | Penonomé            |
| Paraguay               | Lia Aymara Duarte Ashmore        | 22   | 1.78 m    | Guairá              |
| Peru                   | María José Lora                  | 27   | 1.80 m    | Trujillo            |
| Philippines            | Elizabeth Durado Clenci          | 26   | 1.68 m    | Mandaue             |
| Bồ Đào Nha             | Diana Sofia Santos               | 21   | 1.70 m    | Gondomar            |
| Puerto Rico            | Brenda Azaria Jiménez Hernández  | 22   | 1.80 m    | Mayagüez            |
| Nga                    | Svetlana Khokhlova               | 22   | 1.78 m    | Moskva              |
| Scotland               | Amy Meisak                       | 24   | 1.73 m    | Hamilton            |
| Serbia                 | Maja Smiljkovic                  | 24   | 1.73 m    | Niš                 |
| Sierra Leone           | Rubie Nenneh Timbo               | 24   | 1.77 m    | Freetown            |
| Slovakia               | Klaudia Kurucz                   | 24   | 1.73 m    | Bratislava          |
| Nam Phi                | Yajna Debideen                   | 23   | 1.69 m    | Durban              |
| Nam Sudan              | Eyga Mojus                       | 26   | 1.75 m    | San Diego           |
| Tây Ban Nha            | Mariana Rico                     | 17   | 1.78 m    | Melaka              |
| Sri Lanka              | Paththage Visna Kawmini Fernando | 26   | 1.78 m    | Colombo             |
| Thụy Điển              | Maja Westlin                     | 19   | 1.75 m    | Stockholm           |
| Tanzania               | Batuli Mohamed                   | 20   | 1.74 m    | Dodoma              |
| Tatarstan              | Aigul Zaripova                   | 26   | 1.77 m    | Kazan               |
| Thái Lan               | Pam Premika Pamela Pasinetti     | 24   | 1.76 m    | Krabi               |
| Uganda                 | Priscilla Achieng                | 24   | 1.75 m    | Tororo              |
| Ukraine                | Snizhana Tanchuk                 | 26   | 1.77 m    | Lviv                |
| Hoa Kỳ                 | Taylor Kessler                   | 21   | 1.75 m    | Richmond            |
| Quần đảo Virgin (Mỹ)   | Brianna Marie Key                | 25   | 1.69 m    | Katy                |
| Venezuela              | Tulia Rosa María Alemán Ferrer   | 24   | 1.75 m    | Falcón              |
| Việt Nam               | Nguyễn Trần Huyền My             | 22   | 1.76 m    | Hà Nội              |
| Wales                  | Nadia Suliman                    | 24   | 1.69 m    | Brístol             |

## Chú ý

### Lần đầu tham gia
- Fiji
- Lào
- Bắc Ireland
- Sierra Leone
- Tatarstan

### Trở lại
- Lần cuối tham gia vào năm 2013:
  -  Guadeloupe
  -  Serbia
- Lần cuối tham gia vào năm 2014:
  -  Argentina
  -  Chile
  -  Phần Lan
  -  Đức
  -  Liban
  -  Tanzania
- Lần cuối tham gia vào năm 2015:
  -  Belarus
  -  Bulgaria
  -  Campuchia
  -  Haiti
  -  Mông Cổ
  -    Nepal
  -  Thụy Điển
  -  Uganda
  -  Quần đảo Virgin (Mỹ)

### Bỏ cuộc
- Aruba
- Iraq
- Ý
- Latvia
- Luxembourg
- Malta
- Mauritius
- Moldova
- Na Uy
- Ba Lan
- Romania
- Rwanda
- Singapore
- Suriname
- Thụy Sĩ
- Tahiti
- Đài Loan
- Thổ Nhĩ Kỳ
- Uruguay

### Chỉ định
- Việt Nam – Nguyễn Trần Huyền My được chỉ định làm đại diện cho Việt Nam tại cuộc thi năm nay. Cô là Á hậu 1 của cuộc thi Hoa hậu Việt Nam 2014.